# Chuck Acoustic EP (Tour Edition Promo)
Chuck Acoustic EP (Tour Edition Promo) è un EP acustico pubblicato dai Sum 41 nel 2005 solo per il Giappone. È stato pubblicato dopo l'album Chuck, album per il quale la band era in tour promozionale. L'EP contiene solo 5 canzoni, tutte suonate acusticamente.
Pieces, Some Say e There's No Solution sono tratti da Chuck, mentre Over My Head (Better Off Dead) e No Brains sono tratti dall'album precedente, Does This Look Infected?.

## Tracce
1. Pieces (Acoustic) – 3:16
2. No Brains (Acoustic) – 3:03
3. Over My Head (Better Off Dead) (Acoustic) – 2:56
4. Some Say (Acoustic) – 3:42
5. There's No Solution (Acoustic) – 3:26

## Formazione
- Deryck Whibley - voce, chitarra
- Dave Baksh - chitarra
- Jay McCaslin - basso
- Steve Jocz - batteria